# León de la Metro

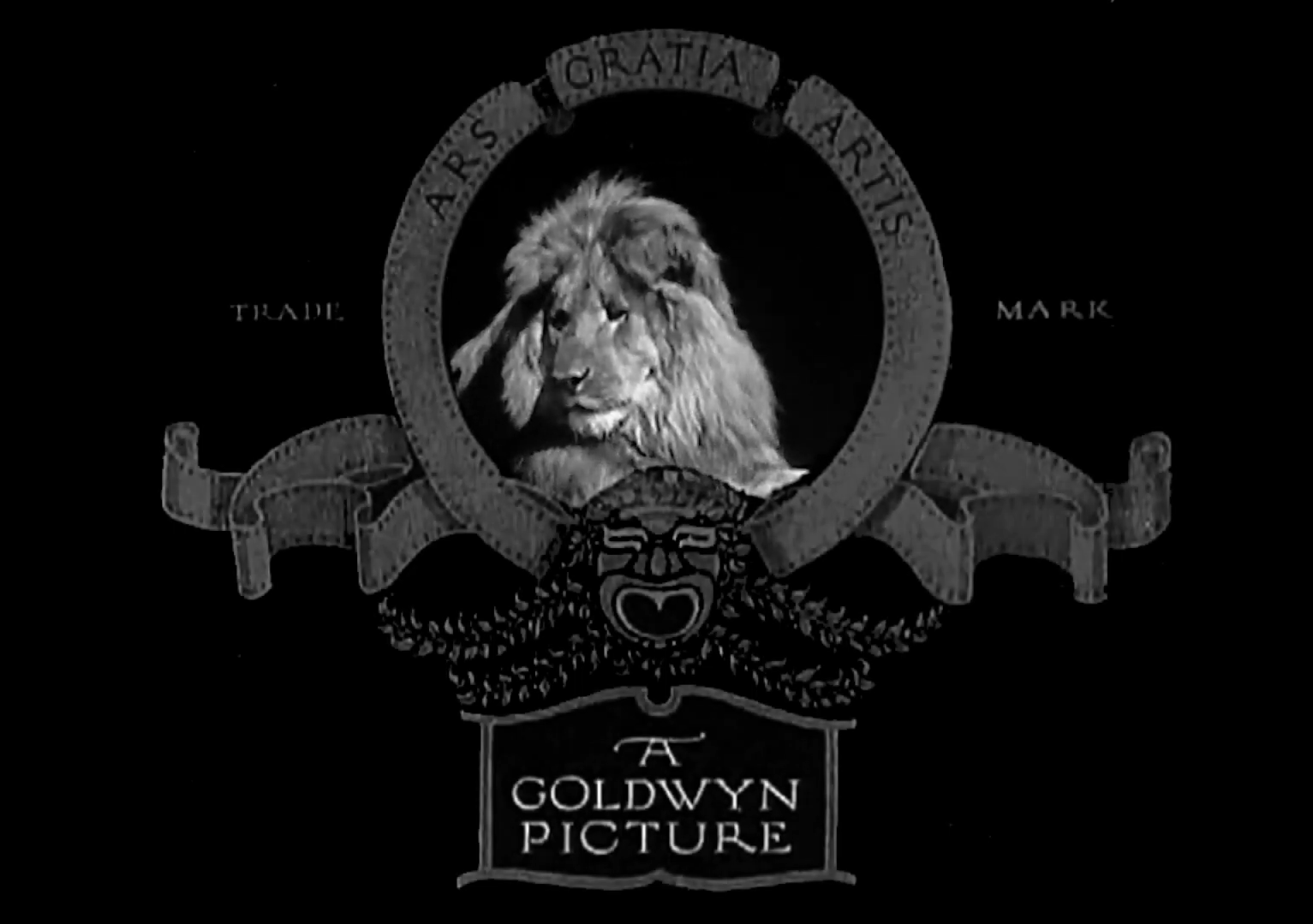
Logotipo de la MGM con el León de la Metro la versión empleada hasta 1928. Fue diseñada originalmente por Howard Dietz para la Goldwyn Pictures Corporation

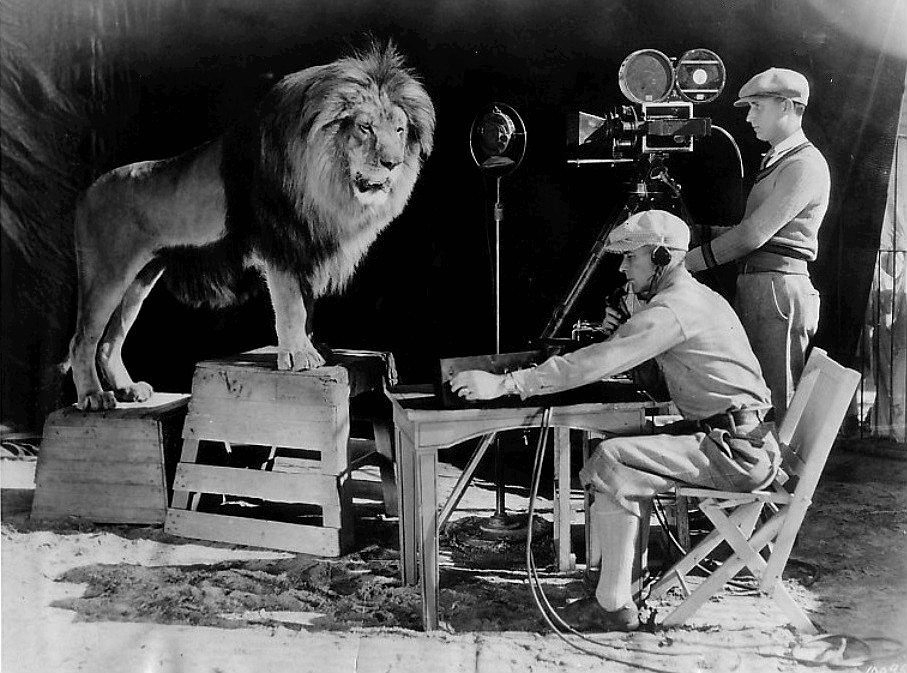
Jackie el león de Nubia

El León de la Metro es la mascota del estudio de cine estadounidense Metro-Goldwyn-Mayer (MGM). Este león conforma el elemento más característico del logotipo de MGM, circundado por una película de celuloide en que se inscribe el lema "Ars Gratia Artis" (el arte por el arte).
Desde 1924 (fecha de nacimiento de MGM, a partir de la unión del estudio de Samuel Goldwyn con la empresa de Louis B. Mayer y con la Metro Pictures de Marcus Loew) nueve leones diferentes han sido utilizados en el logotipo.
Probablemente Tanner y Leo (el león actual) sean los leones más conocidos de MGM. La imagen de Tanner, que fue utilizada en todas las películas de Technicolor y todos los dibujos animados de MGM (incluida la serie Tom y Jerry), conformó el logo de MGM durante 22 años. La imagen de Leo, el séptimo león, lleva siendo utilizada ininterrumpidamente desde 1957. Sin embargo, la imagen de Tanner volvió a ser utilizada a partir de 1963, únicamente para Tom y Jerry, cuando el departamento de animación de la MGM (que había cerrado en 1958) reabrió para rodar nuevos cortometrajes de la citada serie.
Los leones utilizados en la imagen corporativa del estudio son:
- Goldwyn Pictures (león sin nombre) (1917-1923)
- Goldwyn Pictures (león sin nombre) (1923-1924)
- Slats (1924-1928)[1][3][4][5]
- Jackie (1928-1956)[1]
- Telly (1928–1932)[1]
- Coffee (1932–1935)[1]
- Tanner (1934-1956)[1]
- George (1956-1958)[6]
- Leo (1957-presente)[7]

### Los rugidos del león
Si bien las primeras grabaciones resultaban por demás, ser espontáneas, pronto se tomarían normas con relación a la cantidad de rugidos utilizados por MGM, tanto en la apertura como en la clausura de cada película.
De esta forma, al momento de dar comienzo a la película, el león realiza dos rugidos, mientras que al finalizar los créditos de la misma (es decir, en la clausura de la película) el logotipo vuelve a aparecer, con el león rugiendo una sola vez. 
En efecto, el sonido se percibe como rugido de león, pero en realidad, muchos de los rugidos que se oyen en los diferentes logotipos (en especial el de "Leo" el león) son rugidos de tigre. Mark Mangini menciona que él tuvo que utilizar diferentes rugidos para conseguir el efecto de trueno que impacte. Ese efecto sólo lo podía conseguir con rugidos de tigre, puesto que según él "el León no puede rugir así". 